# Gråkronad flatnäbb
Gråkronad flatnäbb (Tolmomyias poliocephalus) är en fågel i familjen tyranner inom ordningen tättingar.

## Utseende och läte
Gråkronad flatnäbb är en liten och satt tyrann med bred och platt näbb. Den har ljusgul undersida, grå hjässa och gula kanter på vingarna men inga vingband. Den är mycket lik andra tyranner som gulbrämad flatnäbb och olivgul flatnäbb, men skiljer sig på ljust öga, avsaknad av en gul fläck på handpennornas bas samt lätet, en ljudlig och snabbt stigande vissling, "tuee?", renare och ljusare än liknande läten från arter som brun vridvinge och praktmanakin, men inte lika ljust som purpurstrupig eufonia.

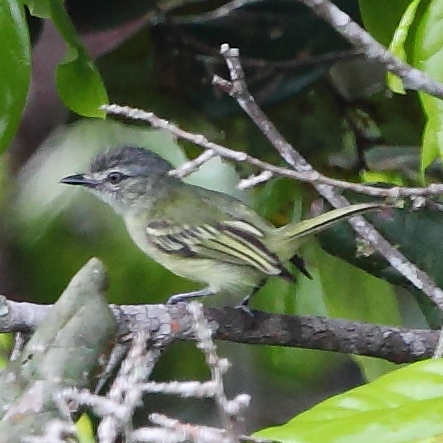

## Utbredning och systematik
Gråkronad flatnäbb delas in i tre underarter med följande utbredning:
- Tolmomyias poliocephalus poliocephalus – förekommer från sydöstra Colombia till östra Peru, södra Venezuela och västra Amazonområdet i Brasilien
- Tolmomyias poliocephalus klagesi – förekommer i tropiska östra Venezuela (från norra Amazonas till Delta Amacuro)
- Tolmomyias poliocephalus sclateri – förekommer i tropiska Guyana, Amazonområdet, östra Brasilien och nordvästra Bolivia

### Familjetillhörighet
Arten placeras traditionellt i familjen tyranner. DNA-studier visar dock att Tyrannidae består av fem klader som skildes åt redan under oligocen, pekar på att de skildes åt redan under oligocen, varför vissa auktoriteter behandlar dem som egna familjer. Gråkronad flatnäbb med släktingar placeras då i Pipromorphidae.

## Levnadssätt
Gråkronad flatnäbb hittas i skogsbryn, trädgårdar och högvuxen ungskog i fuktiga låglänta områden. Där ses den i trädtaket ner till de mellersta skikten.

## Status och hot
Arten har ett stort utbredningsområde, men tros minska i antal, dock inte tillräckligt kraftigt för att den ska betraktas som hotad. Internationella naturvårdsunionen IUCN listar arten som livskraftig (LC).